# Telostylinus ponapensis
Telostylinus ponapensis är en tvåvingeart som beskrevs av Aczel 1959. Telostylinus ponapensis ingår i släktet Telostylinus och familjen Neriidae. Inga underarter finns listade i Catalogue of Life.